# George Okoth-Obbo
George William Okoth-Obbo (geboren vor 1984) ist ein ugandischer Jurist, ehemaliger stellvertretender Hoher Flüchtlingskommissar der Vereinten Nationen (UNHCR) und seit 2021 UN-Sonderberater für Schutzverantwortung (englisch Special Adviser on Responsibility to Protect).

## Leben und Wirken
George Okoth-Obbo studierte Rechtswissenschaften an der Makerere-Universität in Kampala. Er schloss als Bachelor of Laws ab und erwarb ein Diplom in juristischer Praxis am ugandischen Law Development Centre. An der kenianischen University of Nairobi absolvierte er in der Folge einen Masterstudiengang.
Nach seinem Studium war Okoth-Obbo einige Zeit als Dozent am Law Development Centre und der juristischen Fakultät der Makerere-Universität tätig.
1984 wechselte er zum UNHCR und war für ihn in den folgenden Jahren in den verschiedensten afrikanischen Ländern tätig (z. B. Botswana, Lesotho, Swaziland, Äthiopien, Sambia und Kenia). Von 2009 bis 2015 war er Direktor des UNHCR-Regionalbüros für Afrika.
2015 wurde Okoth-Obbo zum stellvertretenden Hochkommissar für Flüchtlinge ernannt mit Zuständigkeit für die Ländereinsätze und folgte damit Janet Lim aus Singapur. 2019 wurde er stellvertretender UN-Generalsekretär und Leiter des UN-Expertengremiums für Binnenvertreibung (High-Level Panel on Internal Displacement).
Am 6. Dezember 2021 wurde George Okoth-Obbo von UN-Generalsekretär António Guterres als Nachfolger der Südafrikanerin Karen Smith zum UN-Sonderberater für Schutzverantwortung (Special Adviser on Responsibility to Protect) ernannt.

## Veröffentlichungen
- George Okoth-Obbo: Thirty Years On: A Legal Review of the 1969 OAU Refugee Convention Governing the Specific Aspects of Refugee Problems in Africa. In: Refugee Survey Quarterly. Band 20, Nr. 1, April 2001, S. 79–138, doi:10.1093/rsq/20.1.79 (englisch).
- George Okoth-Obbo: Managing the Environmental Impact of Refugees in Kenya: The Role of National Accountability and Environmental Law. In: Land Use Law for Sustainable Development. November 2006, S. 266–280, doi:10.1017/CBO9780511511400.019 (englisch).
- George Okoth-Obbo: The OAU/UNHCR Symposium on Refugees and Forced Population Displacements in Africa—A Review Article. In: International Journal of Refugee Law. Januar 1995, S. 274–299, doi:10.1093/reflaw/7.Special_Issue.274 (englisch).